# Complementarismo

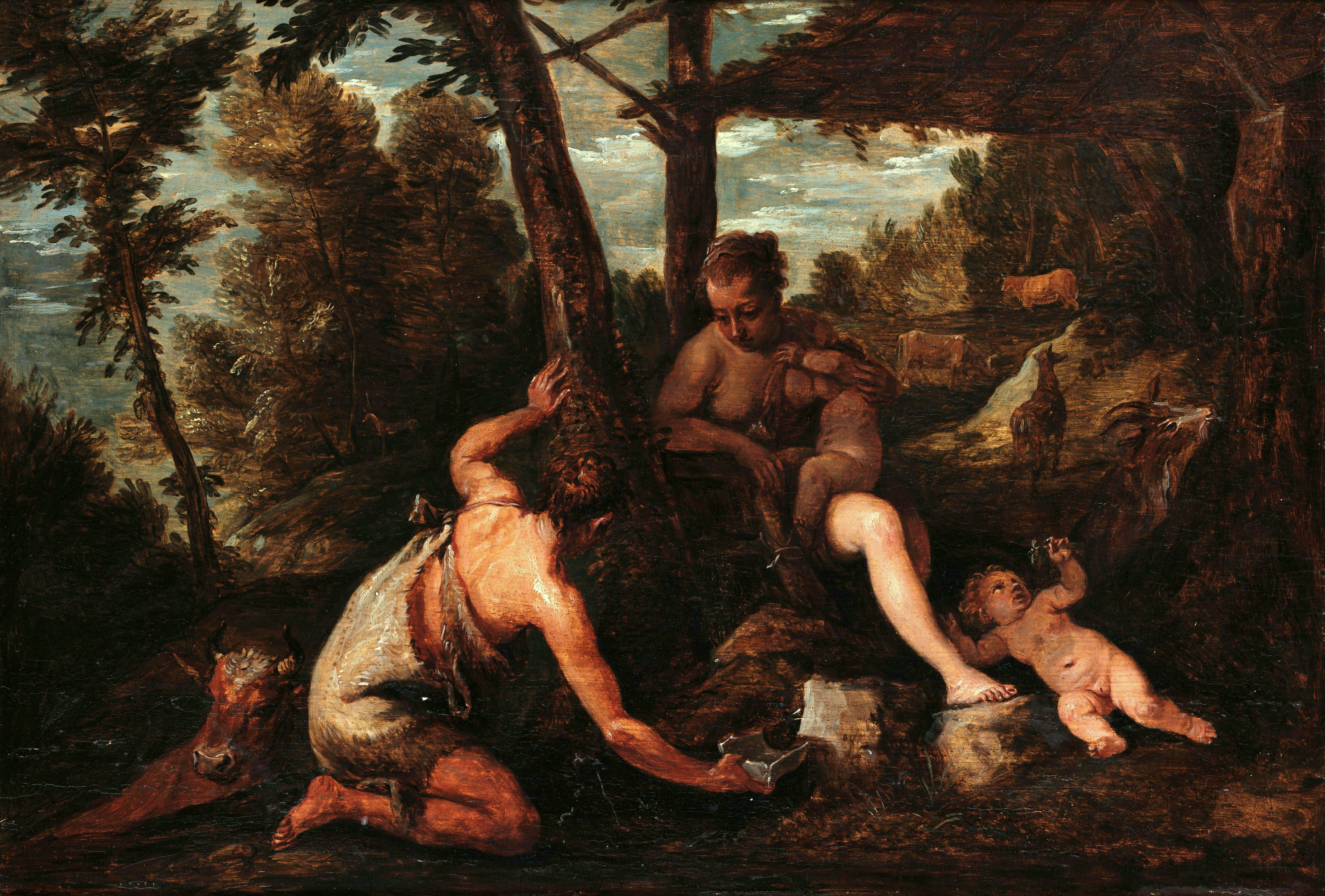
Adão e Eva

O complementarismo é uma visão teológica em algumas denominações do cristianismo, do judaísmo rabínico e do islamismo de que homens e mulheres têm papéis e responsabilidades diferentes, mas complementares, no casamento, na vida familiar e na liderança religiosa. Complementar e seus cognatos são usados atualmente para denotar essa visão. Alguns cristãos interpretam a Bíblia como uma prescrição de complementarismo e, portanto, aderem a papéis que impedem as mulheres de funções específicas de ministério dentro da comunidade. Embora as mulheres possam ser excluídas de certas funções e ministérios, elas são consideradas iguais em valor moral e de estatuto igual. A frase usada para descrever isso é “ontologicamente igual, funcionalmente diferente”.
Os complementaristas atribuem funções primárias de liderança aos homens e funções de apoio às mulheres com base na sua interpretação de certas passagens bíblicas. Um dos preceitos do complementarismo é que, embora as mulheres possam ajudar no processo de tomada de decisão, a autoridade final para a decisão é a competência do homem no casamento, no namoro e na política das igrejas que subscrevem esta visão. O principal ponto de vista contrastante é o igualitarismo cristão, que sustenta que as posições de autoridade e responsabilidade no casamento e na religião devem estar igualmente disponíveis para mulheres e homens.

## Cristianismo
O complementarismo afirma que “Deus criou homens e mulheres iguais em sua dignidade essencial e personalidade humana, mas diferentes e complementares em função com a liderança masculina no lar e na Igreja”. Muitos proponentes e também oponentes do complementarismo veem a Bíblia como a palavra infalível de Deus.
A posição complementarista afirma defender o que tem sido o ensino mais tradicional sobre os papéis de gênero na igreja. No entanto, os termos tradicionalista ou hierárquico são geralmente evitados pelos complementaristas, já que o primeiro "implica uma relutância em deixar as Escrituras desafiarem os padrões tradicionais de comportamento", enquanto o último "enfatiza excessivamente a autoridade estruturada, sem dar nenhuma sugestão de igualdade ou a beleza da interdependência mútua". Portanto, preferem o termo complementarista, “uma vez que sugere tanto igualdade quanto diferenças benéficas”.
O termo "complementarismo" foi usado pela primeira vez pelos fundadores do Conselho sobre Masculinidade e Feminilidade Bíblicas em 1988. Embora não utilizem necessariamente o termo, muitos católicos são defensores do complementarismo no que diz respeito à doutrina social da Igreja. O Catecismo da Igreja Católica afirma que “Deus dá ao homem e à mulher igual dignidade pessoal”, mas também que a harmonia da sociedade “depende em parte da forma como a complementaridade, as necessidades e o apoio mútuo entre os sexos são viveu."

### No casamento
A visão complementarista do casamento afirma papéis baseados no gênero. Considera-se que o marido tem a responsabilidade dada por Deus de prover, proteger e liderar sua família. A esposa deve colaborar com o marido, respeitá-lo e servir como sua ajudante na administração da casa e na criação da próxima geração. Os complementaristas afirmam que a Bíblia instrui os maridos a liderarem as suas famílias como chefes de família e a amarem as suas esposas como Cristo ama a Igreja. Eles citam a Bíblia como uma instrução às esposas para respeitarem a liderança dos seus maridos por reverência a Cristo. O marido também deve ter responsabilidade moral por sua esposa e demonstrar um amor sacrificial por ela. A esposa deve responder ao amor do marido por ela com amor em espécie e recebendo de boa vontade seu serviço e liderança.
O Conselho sobre Masculinidade e Feminilidade Bíblicas ensina que "Cristo é a autoridade suprema e guia para homens e mulheres, de modo que nenhuma submissão terrena — doméstica, religiosa ou civil — jamais implica um mandato para seguir uma autoridade humana no pecado."
A expressão Sponsa Christi é usada por denominações complementaristas como a Igreja Luterana-Sínodo de Missouri. Eles afirmam que o apóstolo Paulo defendeu tais pontos de vista no Novo Testamento. Segundo a doutrina católica, o Cristo simboliza o noivo, enquanto a Igreja (Ecclesia) representa a noiva.

### Defensores do complementarismo
As denominações cristãs que apoiam alguma forma de complementaridade de gênero, seja na igreja ou no lar, incluem muitas denominações protestantes conservadoras (bem como muitas igrejas protestantes não denominacionais), a Igreja Católica, e a Igreja Ortodoxa Oriental. Alguns grupos que traçaram posições específicas incluem a Convenção Batista do Sul, Igreja Presbiteriana na América, a Irmandade de Igrejas Evangélicas Independentes, Igreja Luterana-Sínodo de Missouri, Igreja Católica Romana, Menonitas Conservadores, Newfrontiers, Testemunhas de Jeová, Igreja Evangélica Livre da América, Aliança Cristã e Missionária, Ministérios da Graça Soberana, e o movimento Calvary Chapel.

#### Conselho sobre Masculinidade e Feminilidade Bíblicas
O Conselho sobre Masculinidade e Feminilidade Bíblicas (CBMW) é a principal organização cristã evangélica que existe para promover a visão complementarista das questões de gênero. O atual presidente do CBMW é Denny Burk, que também é professor de Estudos Bíblicos na Boyce Bible College, a ala de graduação do Southern Baptist Theological Seminary. A CBMW publicou uma revista acadêmica semestral chamada Journal for Biblical Manhood & Womanhood.

#### Novo feminismo
O novo feminismo é uma filosofia predominantemente católica que enfatiza a crença numa complementaridade integral de homens e mulheres, em vez da superioridade dos homens sobre as mulheres ou das mulheres sobre os homens.

### Críticas
De acordo com a Christians for Biblical Equality (CBE), uma organização que adota uma abordagem cristã igualitária, o complementarismo "evita a pergunta em questão, que não é se existem diferenças benéficas entre homens e mulheres, mas se essas diferenças justificam os papéis e direitos injustos e oportunidades prescritas pelos defensores da hierarquia de gênero." A CBE prefacia suas críticas reconhecendo algumas posições que eles compartilham com os complementaristas: um amor mútuo e um compromisso com Jesus Cristo, um compromisso com a justiça como um ideal bíblico, uma devoção às Escrituras como sendo inspirada por Deus, e uma desejo de ver o mundo abraçar o evangelho de Cristo. Eles se diferenciam por cosmovisões que a CBE vê como um reflexo dos ensinamentos morais de Deus e dos seus propósitos neste mundo. A CBE sustenta que estas opiniões divergentes têm “enormes consequências”. A presidente da CBE, Mimi Haddad, afirma que os cristãos estão divididos em relação ao patriarcado, tal como estavam outrora em relação à escravatura. Ela caracteriza essas divisões como diferentes visões da natureza, propósito e valor da humanidade, todas baseadas no gênero.

## Outras religiões
A diferenciação dos papéis das mulheres com base em crenças religiosas não é exclusiva do cristianismo ou da cultura ocidental.

### Judaísmo rabínico
Diferentes movimentos no Judaísmo Rabínico, distintos do caraísmo, adotaram visões diferentes nas relações de gênero. O Lubavitcher Rebe declarou: “No plano Divino para a criação, homens e mulheres têm missões distintas e diversas. do outro: eles são simplesmente diferentes." Em , o movimento reformista judaico é inteiramente igualitário, tanto nos serviços como na vida quotidiana. Na América do Norte, o movimento conservador é também predominantemente igualitário.

### Fé Bahá'í
A Fé Bahá'í proclama que igualdade não significa negar a existência de diferenças entre mulheres e homens, mas sim afirmar os papéis complementares que homens e mulheres desempenham no lar e na sociedade em geral. "O mundo da humanidade possui duas asas: a masculina e a feminina. Enquanto essas duas asas não forem equivalentes em força, o pássaro não voará. Até que a mulher atinja o mesmo grau que o homem, até que ela desfrute da mesma arena de atividade, realizações extraordinárias para a humanidade não serão realizadas; a humanidade não pode abrir caminho para alturas de realizações reais. Quando as duas asas [...] se tornarem equivalentes em força, desfrutando das mesmas prerrogativas, o voo do homem será extremamente elevado e extraordinário".